# The Kiss (1896)
The Kiss is een Amerikaanse korte stomme film uit 1896. Het is een filmopname van 47 seconden geschoten door regisseur William Heise gedurende de finale van het toneelstuk The Widow Jones. In die film ziet men de acteurs May Irwin en John Rice hartstochtelijk zoenen. Toen Heise het materiaal later voor een publiek liet zien waren ze geschokt en voelden ze zich beledigd. Op sommige plaatsen waar de film werd vertoond, greep de politie in.

## Rolverdeling
| Acteur    | Personage    |
| --------- | ------------ |
| May Irwin | weduwe Jones |
| John Rice | Billie Bikes |